# Menecrate (medico)
Menecrate (Siracusa, inizio del IV secolo a.C. – dopo il 336 a.C.) è stato un medico greco antico.

## Biografia
Vissuto nel IV secolo a.C., fu medico di corte di Filippo II di Macedonia. È noto per la sua folle vanagloriaː infatti, secondo quanto racconta Ateneo, costringeva i suoi pazienti afflitti da malattie gravi a stipulare un contratto con cui si impegnavano a divenire suoi schiavi se fosse riuscito a guarirli. Dava nomi di divinità agli schiavi che si procurava in tal modo, facendo chiamare se stesso Zeus; inoltre, Ateneo racconta che il re Filippo, per punire la sua presunzione, organizzò un banchetto nel quale a tutti erano offerti cibi squisiti, tranne a Menecrate, al quale, come se fosse realmente un dio, aveva riservato solo fumi d'incenso e libagioni.
Avrebbe scritto lettere al re Filippo e ad Archidamo III, re di Sparta vantandosi di essere superiore a loro, poiché mentre i re potevano solo decidere la morte dei loro sudditi, egli poteva dare la vita .